# Astronomia
«Astronomia» — песня российского EDM-музыканта Tony Igy, выпущенная 13 марта 2010 года.

## Музыкальное видео
Официальный видеоклип был загружен на YouTube 21 декабря 2015. В нём человек, замаскированный под инопланетянина, похищает ребёнка.

## Ремикс
9 июля 2014 нидерландский дуэт продюсеров и диджеев Vicetone опубликовал на YouTube ремикс на трек, затем издав сингл на потоковых платформ в сентябре 2016 года.

## Коммерческий успех
В феврале 2020 года ремикс Vicetone начал набирать популярность благодаря интернет-мемам с «Танцующими носильщиками гробов», распространяющими в TikTok: мемы состоят из фрагментов, где в первой части показаны люди, которые получают травмы, после чего показаны носильщики гробов из Ганы, которые танцуют во время церемонии похорон в соответствии с местной традицией. Благодаря такой популярности сингл попал в чарты в некоторых странах, таких как Германия и Италия.

### Разногласия
Распространение мема и песни произошло во время пандемии COVID-19, что вызвало некоторые споры о том, что видео с носильщиками гробов были «совершенно неадекватными» во время ситуации с коронавирусом.

## Чарты

### Недельные чарты
| Чарт (2020)                                | Высшая позиция |
| ------------------------------------------ | -------------- |
| Бельгия/Фландрия (Ultratip Bubbling Under) | 4              |
| Бельгия/Валлония (Ultratip Bubbling Under) | 25             |
| Франция (SNEP)                             | 112            |
| Германия (GfK)                             | 74             |
| Венгрия (Single Top 40)                    | 3              |
| Италия (FIMI)                              | 46             |
| Япония (Billboard Japan Hot 100)           | 49             |
| Испания (PROMUSICAE)                       | 61             |
| Швеция (Sverigetopplistan)                 | 91             |
| Швейцария (Schweizer Hitparade)            | 36             |
| США (Billboard Hot Dance/Electronic Songs) | 13             |

### Годовые чарты
| Чарт (2020)                                | Позиция |
| ------------------------------------------ | ------- |
| Венгрия (Single Top 40)                    | 57      |
| США Hot Dance/Electronic Songs (Billboard) | 43      |

## Сертификации
| Регион | Сертификация | Продажи   |
| --- | ------------ | --------- |
| Дания (IFPI Danmark) | Золотой      | 45 000    |
| Италия (FIMI) | Золотой      | 35 000    |
| Норвегия (IFPI Norway) | Платиновый   | 60 000    |
| Польша (ZPAV) | Золотой      | 10 000    |
| Стриминг |              |           |
| Швеция (GLF) | Платиновый   | 8 000 000 |
| Данные о продажах + прослушиваниях приведены только на основе сертификации. · Данные только о прослушиваниях приведены на основе сертификации. |              |           |